# 기내지

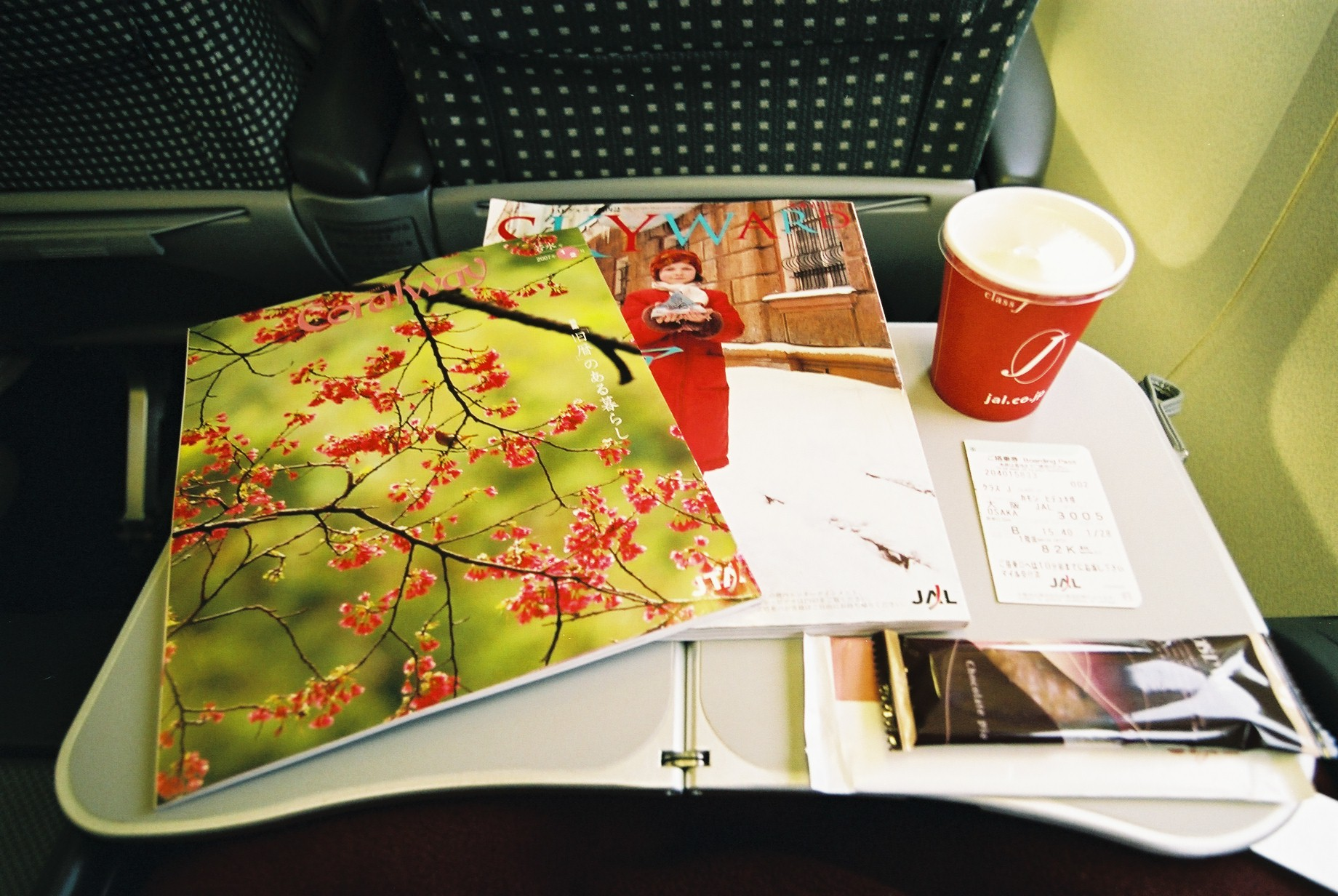
일본항공의 기내지 SKYWARD (아래)와 CORALWAY (위)

기내지(機內誌)는 여객기의 승객을 위해 항공사가 기내에 탑재하여 무료로 배포하는 잡지이다.

## 개요
대부분의 기내지는 월간으로 발행되어 자사 항공편이 취항하는 도시와 그 주변의 관광 명소의 소개 등이 내용의 대부분을 차지하며, 새로 도입된 서비스 안내 및 공항 안내, 자사의 노선도가 게재되는 경우가 많다.

## 같이 보기
- 멀미용 봉투